# Tea Ista
Tea Ista, née Dorothea Ida Eveliina Ista le 12 décembre 1932 à Evijärvi et morte le 20 février 2014 à Espoo, est une actrice finlandaise.

## Biographie
En 1954, elle a joué le rôle de Kalvea Impi dans la pièce Les Sept Frères d'Aleksis Kivi.
Tea Ista est diplômée de l'Ecole supérieure de théâtre d'Helsinki en 1956, avant d'être engagée à l'automne au Théâtre national de Finlande, où elle mène une longue carrière d'actrice.
En 2000, elle prend sa retraite au Théâtre national de Finlande, mais elle continue sa carrière d'actrice entre autres au Théâtre municipal d'Helsinki.
Tea a obtenu le Jussi de la meilleure actrice en 1959 pour le film Mies tältä tähdeltä et en 1973 pour Haluan rakastaa Peter, la récompense Ida Aalberg en 1993, la médaille Pro Finlandia en 1997, puis le prix Näyttämötaiteen valtionpalkinnon en 2012.
Elle tombe gravement malade puis décède à l'hôpital d'Espoo en février 2014,.

## Vie privée
Elle épouse le réalisateur Jack Witikka en 1961. En 1963, ils ont une fille nommée Minna Maria.

## Filmographie

### Cinéma
- Kulkurin tyttö (1952)
- Poika eli kesäänsä (1955)
- Mies tältä tähdeltä (1958)
- Iloinen Linnanmäki (1960)
- Pikku Pietarin piha (1961)
- Sissit (1963)
- Täällä alkaa seikkailu (1965)
- Uhatut (1966)
- Haluan rakastaa Peter (1972)
- Syksyllä kaikki on toisin (1978)
- Viisi tytärtäni (1997)
- Kymmenen riivinrautaa (2002)
- Suden vuosi (2007)

### Télévision
- Vaimo kulttuurikodissa (1970)
- Hedda Gabler (1973)
- Veturi (1975)
- Marraskuun kuvia (1980)
- Iris Klewe (1981)
- Nitrokabinetti (1997–1998)
- Kivi ja Kilpi (2001)
- Sänky (2002–2003)
- Hyväntekijä (2014)